# السور الأخضر العظيم (إفريقيا)

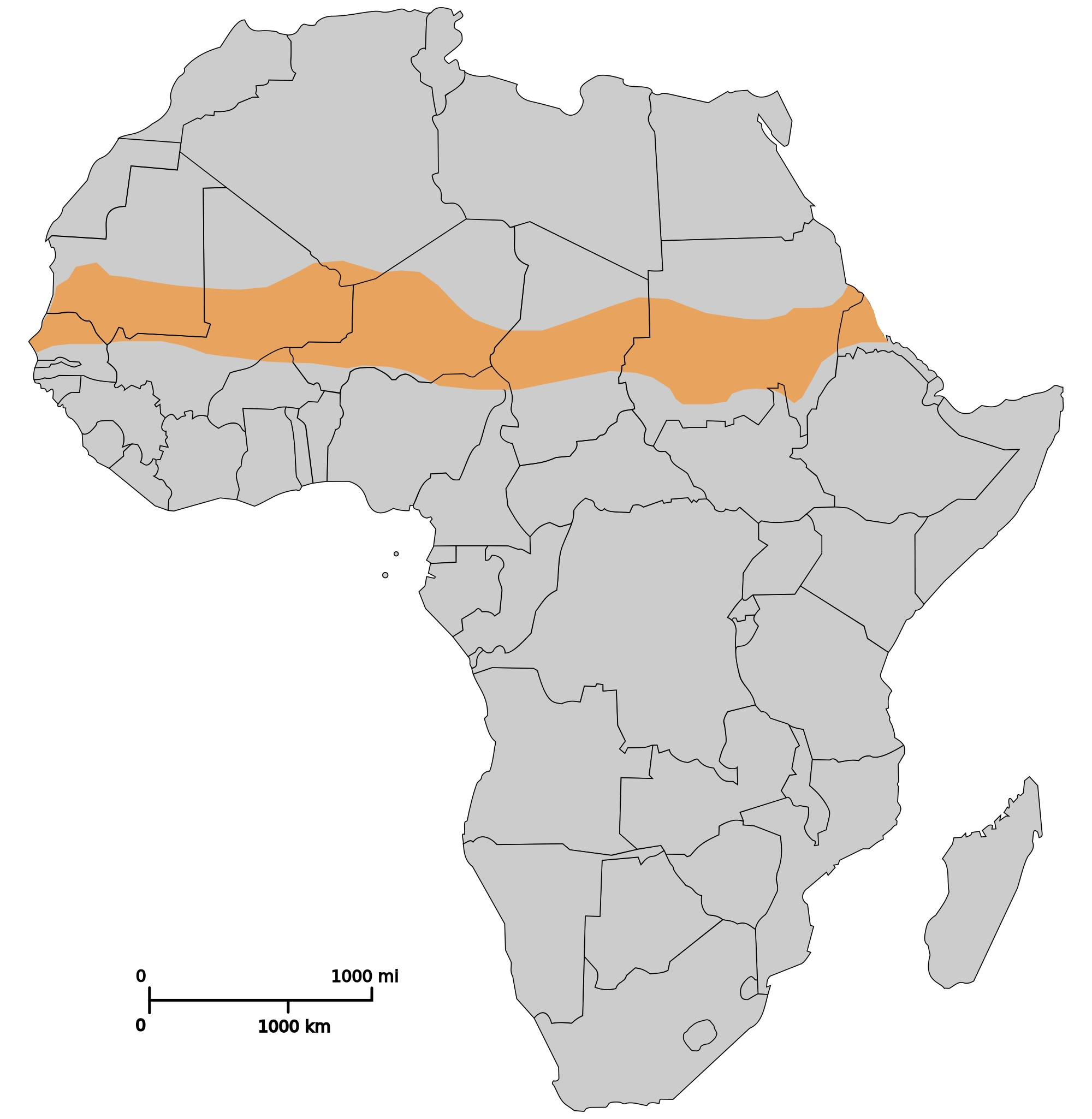
منطقة الساحل

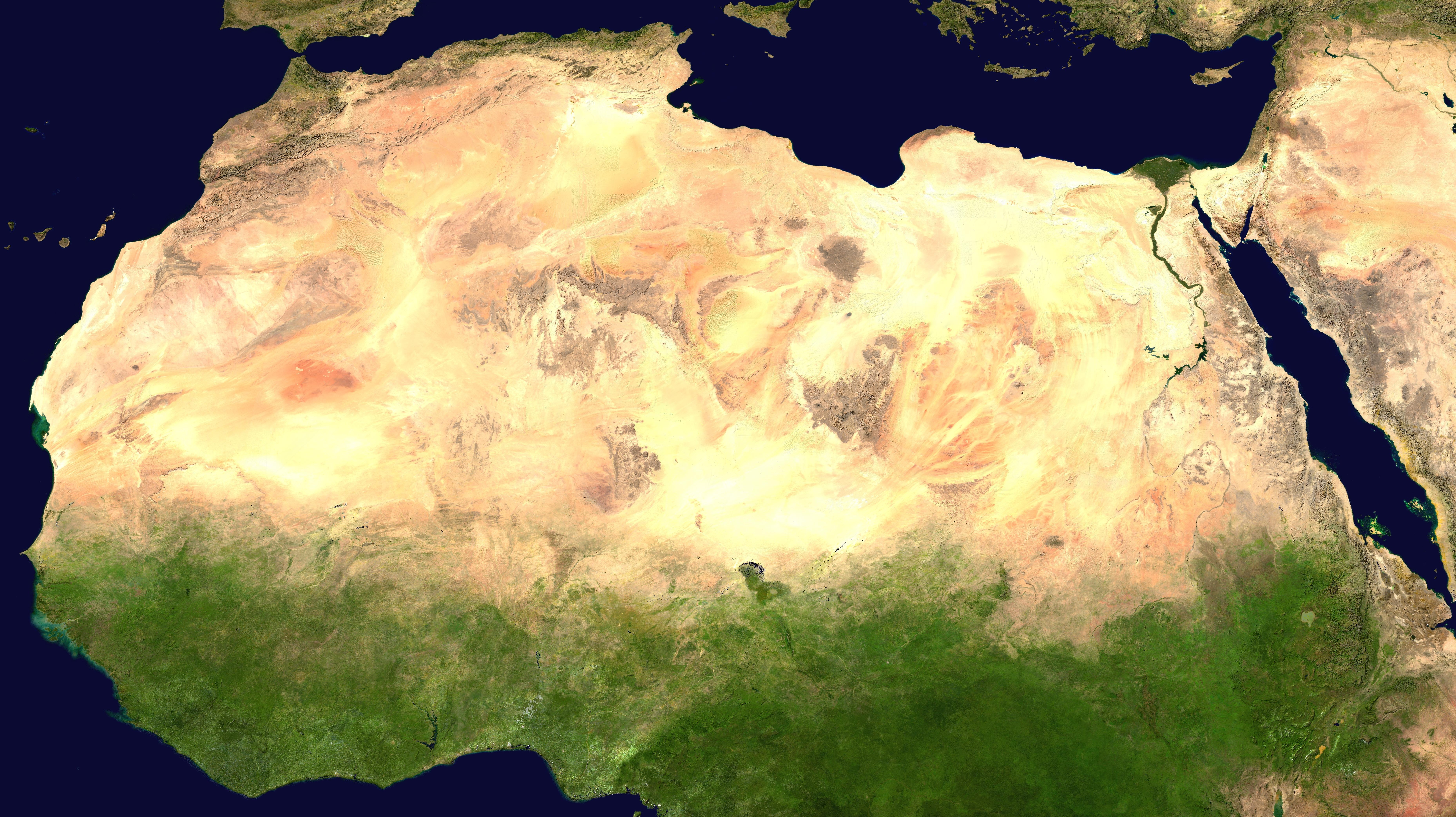
صورة الأقمار الصناعية للصحراء

السور الأخضر العظيم أو السور الأخضر العظيم للصحراء والساحل (بالفرنسية: Grande Muraille Verte pour le Sahara et le Sahel)‏ هو مشروع يقوده الاتحاد الأفريقي، وقد تم تصميمه في البداية كوسيلة لمكافحة التصحر في منطقة الساحل ووقف التوسع في الصحراء، عن طريق زرع جدار من الأشجار يمتد عبر منطقة الساحل بأكملها. تطور الجدار الأخضر الحديث منذ ذلك الحين إلى برنامج يروج لتقنيات حصاد المياه وحماية المساحات الخضراء وتحسين تقنيات استخدام الأراضي الأصلية، بهدف خلق فسيفساء من المناظر الطبيعية الخضراء والمنتجة في جميع أنحاء شمال إفريقيا.
المشروع هو استجابة للتأثير المشترك لتدهور الموارد الطبيعية والجفاف في المناطق الريفية. يسعى إلى مساعدة المجتمعات على التخفيف من تغير المناخ والتكيف معه وكذلك تحسين الأمن الغذائي. من المتوقع أن يتضاعف عدد سكان منطقة الساحل بحلول عام 2039، مما يؤكد أهمية الحفاظ على إنتاج الغذاء وحماية البيئة في المنطقة.

## التاريخ
في الخمسينات من القرن العشرين، قام المستكشف البريطاني ريتشارد سانت باربي بيكر برحلة استكشافية إلى الصحراء. خلال 25,000 ميل (40,000 كـم) اقترح «جبهة خضراء» لتكون بمثابة 30 ميل (48 كـم) شجرة عازلة لاحتواء الصحراء المتوسعة. وعادت الفكرة إلى الظهور عام 2002، في القمة الخاصة في نجامينا، عاصمة تشاد، بمناسبة اليوم العالمي لمكافحة التصحر والجفاف. تمت الموافقة عليه من قبل مؤتمر قادة ورؤساء الدول الأعضاء في تجمع دول الساحل والصحراء خلال دورته العادية السابعة التي عقدت في واغادوغو، عاصمة بوركينا فاسو، في 1 - 2 يونيو 2005. صدق عليها الاتحاد الأفريقي في عام 2007 باسم «الجدار الأخضر العظيم للصحراء والساحل» (GGWSSI).
أدت الدروس المستفادة من السد الأخضر الجزائري والجدار الأخضر للصين إلى نهج متكامل متعدد القطاعات. في الأصل كان مبادرة غرس الأشجار، تطور المشروع إلى أداة برمجة تطوير. في عام 2007، وجهت جمعية دعم المجتمع المشروع لمعالجة الآثار الاجتماعية والاقتصادية والبيئية لتدهور الأراضي والتصحر. أنشأت دول بوركينا فاسو وجيبوتي وإريتريا وإثيوبيا ومالي وموريتانيا والنيجر ونيجيريا والسنغال والسودان وتشاد الوكالة الأفريقية للجدار الأخضر العظيم (PAGGW).
تم اعتماد إستراتيجية إقليمية منسقة في سبتمبر 2012 من قبل المؤتمر الوزاري الأفريقي للبيئة (AMCEN). وفقًا للمؤتمر، يعد السور الأخضر العظيم برنامجًا رائدًا سيساهم في تحقيق هدف مؤتمر الأمم المتحدة للتنمية المستدامة، أو RIO + 20، المتمثل في «عالم محايد من تدهور الأراضي».
في عام 2014، أطلق الاتحاد الأوروبي ومنظمة الأمم المتحدة للأغذية والزراعة، بالتعاون مع شركاء أفارقة وإقليميين آخرين، برنامج العمل ضد التصحر للبناء على السور. أنشأت نيجيريا وكالة مؤقتة لدعم تطوير السور.
منذ عام 2014، دخل محرك البحث الصديق للبيئة Ecosia في شراكة مع السكان المحليين في بوركينا فاسو. قامت شركة Ecosia بنشر حملتها إلى إثيوبيا في عام 2017 والسنغال في العام التالي. وبحسب شركة Ecosia، فقد زرعت أكثر من 14,137 هكتار (34,930 أكر) شجرة و14137تمت استعادة في بوركينا فاسو؛ في السنغال زرعت أكثر من 1424748 واستعادت 300 هكتار (740 أكر) مرة وزُرعت أكثر من 9,963,7573 شجرة وترميم 3,609 هكتار (8,920 أكر) في إثيوبيا اعتبارًا من سبتمبر 2021.
قام أسبوع رصد الأراضي الجافة (2015) بتقييم حالة قياس الأراضي الجافة وبدأ التعاون نحو مراقبة شاملة وواسعة النطاق.
التخطيط (بما في ذلك خيارات الغطاء النباتي والعمل مع السكان المحليين) والمزارع / استعادة الأراضي المتبعة (بما في ذلك في إثيوبيا والسنغال ونيجيريا والسودان).
في عام 2016، كان لدى 21 دولة مشاريع متعلقة بالجيغاواط، بما في ذلك التجديد الطبيعي المدعوم من قبل المزارعين.
لقد نجحت عملية استعادة الأراضي المجردة في بوركينا فاسو، على الرغم من أن الأمن يمثل مشكلة في مواجهة النشاط الإرهابي.
في سبتمبر 2017، ذكرت بي بي سي أن التقدم كان أفضل في السنغال.
اعتبارًا من مارس 2019، اكتمل 15 في المائة من الجدار مع مكاسب كبيرة تم تحقيقها في نيجيريا والسنغال وإثيوبيا. في السنغال، تم زرع أكثر من 11 مليون شجرة. استعادت نيجيريا 4.9 مليون هكتار (12 مليون فدان؛ 49000 كم 2) من الأراضي المتدهورة واستصلاحت إثيوبيا 15 مليون هكتار (37 مليون فدان؛ 150.000 كم 2). في سبتمبر 2020، تم الإبلاغ عن أن السور الأخضر العظيم غطى 4% فقط من المساحة المخططة، مع 4 ملايين هكتار فقط (9.8 مليون فدان) مزروعة. حققت إثيوبيا أكبر قدر من النجاح حيث تم زرع 5.5 مليار شتلة، لكن تشاد لم تزرع سوى 1.1 مليون شتلة. أثيرت الشكوك حول معدل بقاء 12 مليون شجرة مزروعة في السنغال.

## شركاء
تضم المبادرة أكثر من 20 دولة، بما في ذلك الجزائر وبوركينا فاسو وبنين تشاد والرأس الأخضر جيبوتي مصر وإثيوبيا ليبيا مالي موريتانيا والنيجر ونيجيريا والسنغال الصومال السودان وغامبيا تونس.
يشمل الشركاء الإقليميون والدوليون:
- منتدى الغابات الأفريقي (AFF)
- مفوضية الاتحاد الأفريقي (AUC)
- جمعية النهوض بالتعليم والتدريب بالخارج (APEFE)
- اتحاد المغرب العربي (UMA)
- تجمع دول الساحل والصحراء (CEN-SAD)
- المجموعة الاقتصادية لدول غرب أفريقيا (ECOWAS)
- الاتحاد الأوروبي (EU)
- منظمة الأغذية والزراعة (FAO)
- الآلية العالمية[24]لاتفاقية الأمم المتحدة لمكافحة التصحر (GM-UNCCD)
- الهيئة الحكومية الدولية المعنية بالتنمية في شرق إفريقيا (IGAD)
- مركز الأهداف الإنمائية للألفية لغرب ووسط أفريقيا (MDG-WCA)
- منظمة مزارعي عموم إفريقيا (PAFO)
- وكالة بانفريكان للسور الأخضر العظيم (أفريقيا) (PAGGW)
- اللجنة الدائمة المشتركة بين الدول لمكافحة الجفاف في منطقة الساحل (CILSS)
- مرصد الصحراء والساحل (OSS)
- أمانة اتفاقية الأمم المتحدة لمكافحة التصحر (UNCCD-Secretariat)
- برنامج الأمم المتحدة الإنمائي–الأراضي الجافة، مركز التنمية (UNDP-DDC)
- برنامج الأمم المتحدة للبيئة (UNEP)
- برنامج الأمم المتحدة للبيئة - المركز العالمي لرصد الحفظ (UNEP-WCMC)
- منطقة والون في بلجيكا والون-بوركسل إنترناشيونال
- المركز العالمي للحراجة الزراعية (ICRAF)
- نظرة عامة حول أساليب وتقنيات الحفظ (WOCAT)
- البنك الدولي

## المبادئ الرئيسية
يشمل المشروع الشريط الصحراوي، والحدود الشمالية والجنوبية، بما في ذلك الواحات الصحراوية والجيوب.[بحاجة لمصدر]
يعتزم السور تعزيز الآليات القائمة (مثل البرنامج الشامل للتنمية الزراعية الأفريقية، والبرنامج البيئي (CAADP) للشراكة الجديدة من أجل تنمية أفريقيا (نيباد)، وبرامج العمل الإقليمية ودون الإقليمية والوطنية لمكافحة التصحر) لتحسين كفاءتها من خلال أنشطة التآزر والتنسيق.[بحاجة لمصدر]
تؤكد الاستراتيجية الإقليمية المنسقة على الشراكات بين أصحاب المصلحة، والاندماج في البرامج القائمة، وتبادل الدروس المستفادة (لا سيما من خلال التعاون بين بلدان الجنوب ونقل التكنولوجيا)، والمشاركة المحلية وملكية الإجراءات، وتطوير تخطيط أكثر تكاملاً وعالميًا.[بحاجة لمصدر]
يهدف المشروع الذي تبلغ تكلفته 8 مليارات دولار إلى استعادة 100 مليون هكتار (250 مليون فدان؛ 1 مليون كيلومتر مربع) من الأراضي المتدهورة بحلول عام 2030، مما سيخلق 350.000 فرصة عمل ريفية ويستوعب 250 مليون طن (250 مليون طن طويل؛ 280 مليون طن قصير) من CO2<br /> CO2 من الغلاف الجوي.

## فهرس
- Grande Muraille Verte. "Convention creating the Pan-African Agency for the Great Green Wall" (PDF). www.grandemurailleverte.org. مؤرشف من الأصل (PDF) في 2013-08-10.

## روابط خارجية
- الموقع الرسمي
- صفحة الفاو على السور الأخضر العظيم
- مشروع الجدار الأخضر الأفريقي العظيم - ما النصيحة التي يمكن للعلماء تقديمها؟ اللجنة العلمية الفرنسية للتصحر (CSFD)
- السور الأخضر العظيم لأفريقيا، بي بي سي نيوزنايت
- Great Green Wall - Africa For Africa، WorldPeaceLab
- زرع في سير، WorldPeaceLab